# Fernanda Oliveira (regatista)
Fernanda Ryff Moreira de Oliveira Horn (Porto Alegre, 19 de diciembre de 1980) es una regatista brasileña. Ganó una medalla de bronce en la clase 470 con isabel Swan en los Juegos Olímpicos de 2008. Participó en 6 Juegos Olímpicos entre 2000 y 2020. Es dieciséis veces campeona brasileña y cinco veces campeona sudamericana de vela.
Comenzó a navegar de niña en un campamento de verano en el Clube Jangadeiros, en Porto Alegre. Fue la primera medallista olímpica en vela femenina brasileña, junto a Isabel Swan, en Pekín 2008. La actuación en China compensó la frustración de Atenas 2004, cuando terminó sólo en el puesto 17, junto a Adriana Kostiw, gracias al equipamiento utilizado. También ocupó el puesto 19 en Sídney 2000. Después de Pekín 2008, ha jugado en 3 ediciones más de los Juegos: Londres 2012 (terminando en 6° lugar), Río 2016 (terminando en 8° lugar) y Tokio 2020 (terminando en 9° lugar), siempre en la clase 470.